# Ivan Kopač
Ivan Kopač (partizansko ime Pauček), slovenski zdravnik ftiziolog, * 15. december 1916, Novo mesto, † 18. oktober 1988, Celje.
Leta 1942 je diplomiral na beograjski medicinski fakulteti, postal 1951 specialist in 1958 primarij. Strokovno se je izpopolnjeval v Parizu. Leta 1943 se je pridružil narodnoosvobodilni borbi. V partizanih je med drugim organiziral in vodil partizanske bolnišnice na Pohorju (Partizanska bolnišnica Jesen, Pavčkove bolnišnice in druge). Po osvoboditvi je bil upravnik bolnišnice za pljučne bolezni v Topolšici, od 1948 ravnatelj bolnišnice za plučne bolezni v Novem Celju, v letih 1959-1977 je bil ravnatelj celjske bolnišnice, nato strokovni pomočnik direktorja ter 1979-1980 svetovalec v Zdravstvenem centru Celje. Bil je med glavnimi organizatorji zdravstvene službe v Sloveniji, posebno se je angažiral pri izgradnji celjske bolnišnice. Napisal je več člankov o partizanski saniteti in nekaj strokovnih člankov o organizaciji zdravstvene službe.